# Entoria japonica
Entoria japonica är en insektsart som beskrevs av Tokuichi Shiraki 1911. Entoria japonica ingår i släktet Entoria och familjen Phasmatidae. Inga underarter finns listade i Catalogue of Life.